# Going Out in Style
Going Out in Style er det syvende studiealbum fra den amerikanske punkrockgruppe Dropkick Murphys. Det blev udgivet den 1. marts 2011, og var gruppens anden udgivelse på deres Born & Bred Records-pladeselskab. Det markerer den længste tid imellem to af gruppens albums, da det blev udgivet næsten fem år efter The Meanest of Times fra 2007. Going Out in Style er det af gruppens album, der har nået højest på hitlisterne, idet det debuterede som nummer 6 på Billboard Hot 200 albumhitliste. Det er gruppens første album med Jeff DaRosa som medlem.
Der blev udgivet tre singler fra albummet; "Going Out in Style", "Memorial Day" og "Sunday Hardcore Matinee". Der blev indspillet en musikvideo til den første single.
Going Out in Style blev genudgivet den 13. marts 2012 i en Fenway Park Bonus Edition. Det inkluderer det fulde studiealbum og en CD med 18 sange der blev optaget live på Fenway Park i Boston. En limited edition vinyl-udgave havde yderligere to live-sange som ikke var tilgængelige  i CD-verisonen.

## Modtagelse
Albummet blev hovedsageligt positivt modtaget af anmelderne. PopMatters skrev i deres anmeldelse at "hvis du kan lide Dropkick Murphys, så vil du kunne lide Going Out in Style." Om albummets koncept tilføjede det "Den fiktive person Cornelius Larkin er lige sådan en mand du ville forvente at finde på en udgivelse fra Dropkick Murphys: en hårdkogt irsk immigrant fra arbejdsklasse som ganske forudsigeligt kan drikke og ved hvordan man tackler et godt gammeldags slagsmål." Rolling Stone opsummerede albummet og skrev "Det Boston-baserede irske punk-septet har alrig mødt et råb-med omkvæd, som de ikke har villet smadre ind i med en sækkepibe der blæser med for at få et ekstra skud intense gamle ord." About.com skrev "Det er et bredt evolutionært album fra bandet - deres mest ambitiøse hidtil - og som resultat er det en spændende tid for musikken."

## Spor
| #   | Titel                                                                       | Længde |
| --- | --------------------------------------------------------------------------- | ------ |
| 1.  | "Hang 'Em High"                                                             | 3:59   |
| 2.  | "Going Out in Style" (feat. Fat Mike, Chris Cheney and Lenny Clarke)        | 4:08   |
| 3.  | "The Hardest Mile"                                                          | 3:26   |
| 4.  | "Cruel"                                                                     | 4:21   |
| 5.  | "Memorial Day "                                                             | 2:59   |
| 6.  | "Climbing a Chair to Bed"                                                   | 2:59   |
| 7.  | "Broken Hymns"                                                              | 5:03   |
| 8.  | "Deeds Not Words"                                                           | 3:41   |
| 9.  | "Take 'Em Down"                                                             | 2:11   |
| 10. | "Sunday Hardcore Matinee"                                                   | 2:43   |
| 11. | "1953" (written by Dropkick Murphys)                                        | 4:14   |
| 12. | "Peg o' My Heart (feat. Bruce Springsteen)" (Alfred Bryan and Fred Fisher ) | 2:20   |
| 13. | "The Irish Rover (Traditional)" (feat. Pat Lynch)                           | 3:39   |

### iTunes version
1. "Hang 'Em High"
2. "Going Out in Style"
3. "The Hardest Mile"
4. "Cruel"
5. "Memorial Day"
6. "Climbing a Chair to Bed"
7. "Broken Hymns"
8. "Deeds Not Words"
9. "Take 'Em Down"
10. "Sunday Hardcore Matinee"
11. "1953"
12. "Peg o' My Heart"
13. "Walk Don't Run"
14. "The Irish Rover"

- iTunes version contains the bonus track, "Walk Don't Run"

### Fenway Park (Bonus Edition)
1. "Hang 'Em High"
2. "Sunday Hardcore Matinee"
3. "Deeds Not Words"
4. "Going Out in Style"
5. "The Irish Rover"
6. "Peg o' My Heart"
7. "Memorial Day" (vinyl exclusive track)
8. "Tessie"
9. "Cruel"
10. "Climbing a Chair to Bed"
11. "Take 'Em Down"
12. "Echoes on “A” Street" (vinyl exclusive track)
13. "Devil's Brigade"
14. "Boys On The Docks"
15. "The Dirty Glass"
16. "The State of Massachusetts"
17. "Kiss Me, I'm Shitfaced"
18. "Time To Go"
19. "I'm Shipping Up to Boston"
20. "T.N.T."

- Bonusversionen inkluderer hele studiealbummet og yderligere 20 sange på en live CD optaget ved en koncert på Fenway Park i Boston, MA. Limited edition vinyl versionen inkluderer to numre som ikke er med på CD-versionen.

## Personel

### Dropkick Murphys
- Al Barr – vokal
- Tim Brennan – mandolin, tin whistle, akustisk guitar
- Ken Casey – bas, vokal
- Jeff DaRosa – banjo, bouzouki, mandolin, mundharmonika, vokal
- Matt Kelly – trommer, bodhran, vokal
- James Lynch – guitar, vokal
- Josh "Scruffy" Wallace – sækkepibe

### Gæstemusikere
- Bruce Springsteen - gæstevokal på "Peg O' My Heart"
- Pat Lynch - gæstevokal på "The Irish Rover"
- Fat Mike - gæstevokal på "Going Out in Style"
- Chris Cheney - gæstevokal på "Going Out in Style"
- Lenny Clarke - gæstevokal på "Going Out in Style"
- Emma Casey - violin og baggrundsvokal
- Joe Gittleman - yderligere baggrundsvokal
- Jen Clarke - yderligere baggrundsvokal
- Liam Casey - yderligere baggrundsvokal
- Evan Tolonan - yderligere baggrundsvokal
- Kevin Rheault - yderligere baggrundsvokal